# Chiesa di San Dionigi (Kleinbrach)
La chiesa di San Dionigi o monastero di Brachau era una chiesa di Kleinbrach, località del comune di Bad Kissingen, in Baviera, Germania. Demolita nel XVI secolo, attualmente il sito occupato dal complesso mostra i resti della struttura.

## Storia

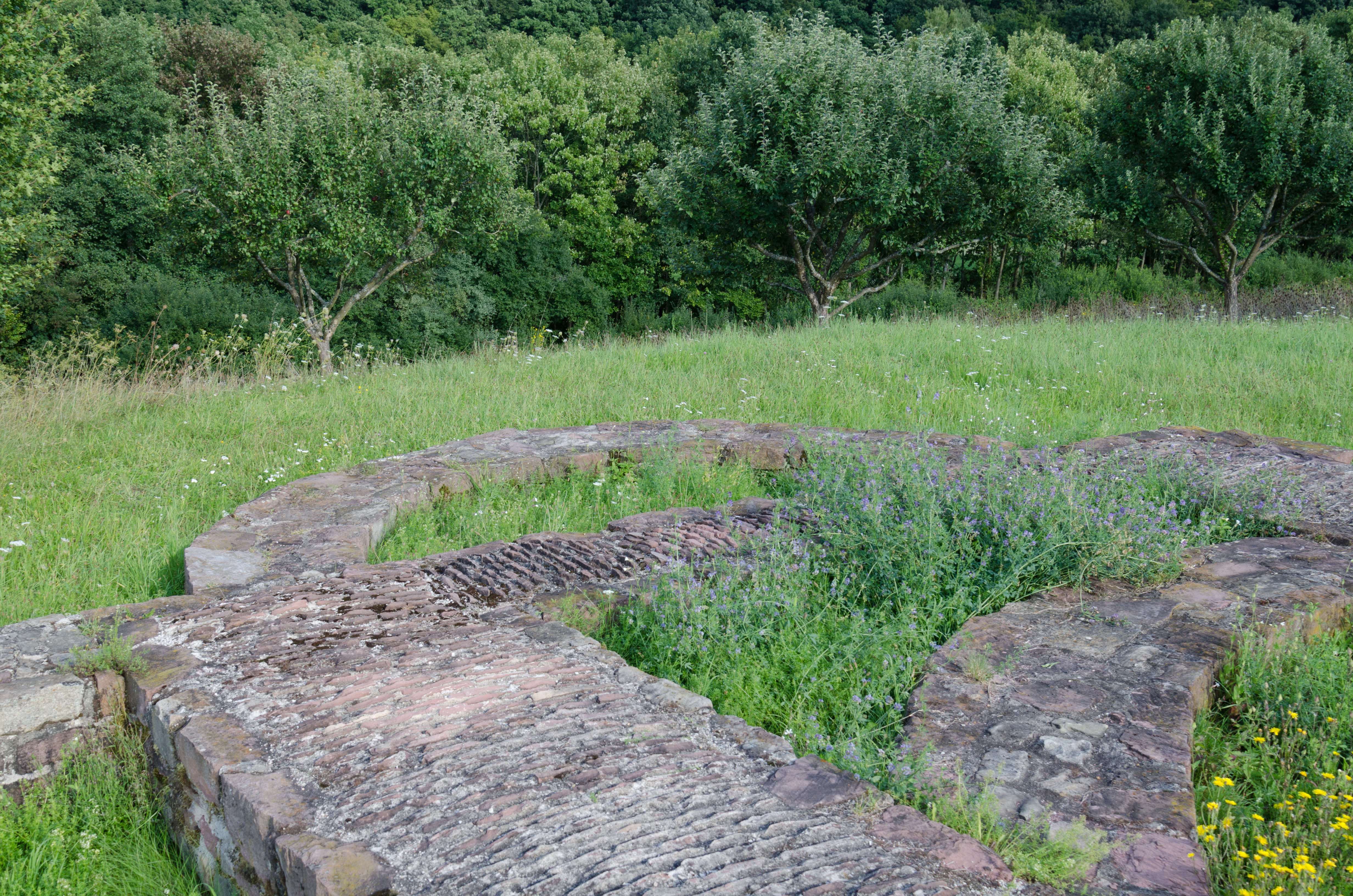
Le rovine dell'abside della chiesa

La chiesa di san Dionigi era abbinata al monastero benedettino di Brachau, fondato nell'anno 823 come filiazione dell'abbazia di Fulda che, in loco, aveva ricevuto i diritti su due miniere di sale nell'area. Ad ogni modo al XVI secolo il luogo venne abbandonato per ragioni sconosciute e l'ultima testimonianza di storia attiva riconducibile alla vita conventuale locale fu nell'anno 1503. 
Nel 1845 si iniziarono i primi scavi nell'area che riportarono alla luce la cappella e le mura esterne del convento. Si scoprì inoltre che la chiesa di san Dionigi sorgeva su un edificio precedente in legno risalente probabilmente all'VIII secolo. Nuovi scavi vennero condotti nel 1936 da due privati cittadini, Alfred Kirchner e Hugo Olraun, i quali effettuarono degli scavi trovando uno scheletro di cui portarono via il cranio. La polizia, informata dal sindaco di Kleinbrach, Egon Schlereth, avviò un'indagine che trovò i colpevoli e consentì la restituzione del cranio illegalmente asportato che venne sepolto nel gennaio del 1937 nel cimitero di Bad Kissingen. Ad ogni modo questo fatto riaccese i riflettori sul sito archeologico che, su stimolo di Max von Freeden, responsabile presso l'ufficio di stato bavarese per la conservazione dei monumenti, avviò nuovi studi. Nuovi scavi archeologici vennero condotti dalla sovrintendenza dei monumenti della Baviera dal 1989 al 1991 hanno consentito di riportare alla luce un vero e proprio cimitero con oltre 100 scheletri. Attualmente il sito archeologico è aperto al pubblico e liberamente visitabile.